# Lennart Gårdinger
Rolf Lennart Gårdinger, född 19 december 1944 i Solna församling, död 16 augusti 2011 i Visby domkyrkoförsamling,, var en svensk journalist och programledare, känd från "Karlavagnen i P4".

## Biografi
Gårdinger arbetade som journalist, bland annat vid Dagens Eko, innan han var med om att starta Radio Gotland 1977 där han blev en mångårig medarbetare. Han startade programmet ”Mitt i natten” 1992, dit lyssnare nattetid kunde ringa för att diskutera ämnen de själva valde eller bara lätta sina hjärtan. År 1995 blev han en av programledarna för ”Karlavagnen”, i P4, med liknande inriktning.
Han bodde fram till sin död i Visby och var far till sex barn. Äldste sonen är programledaren Pontus Gårdinger.